# Bad Ems

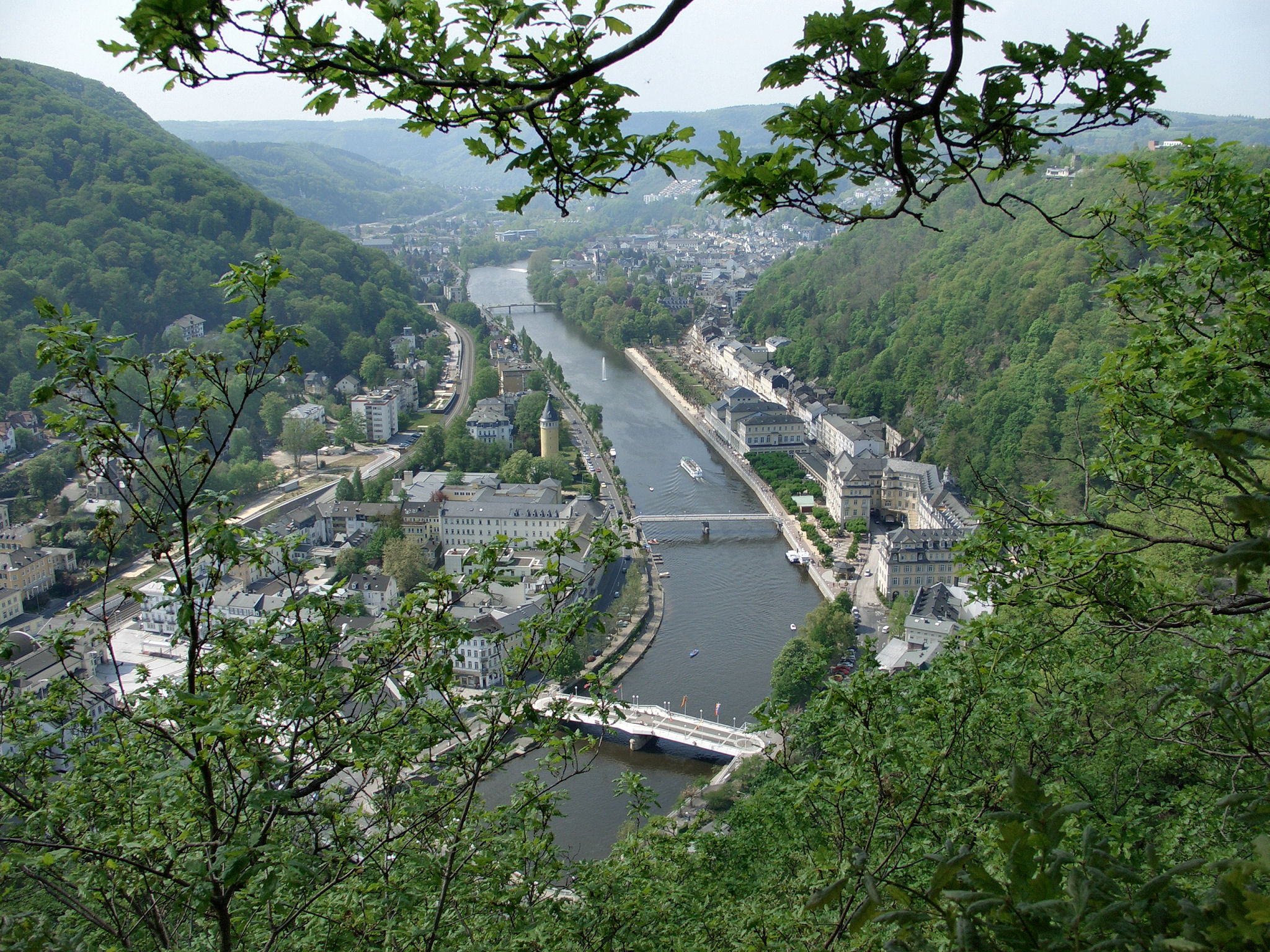
Bad Ems

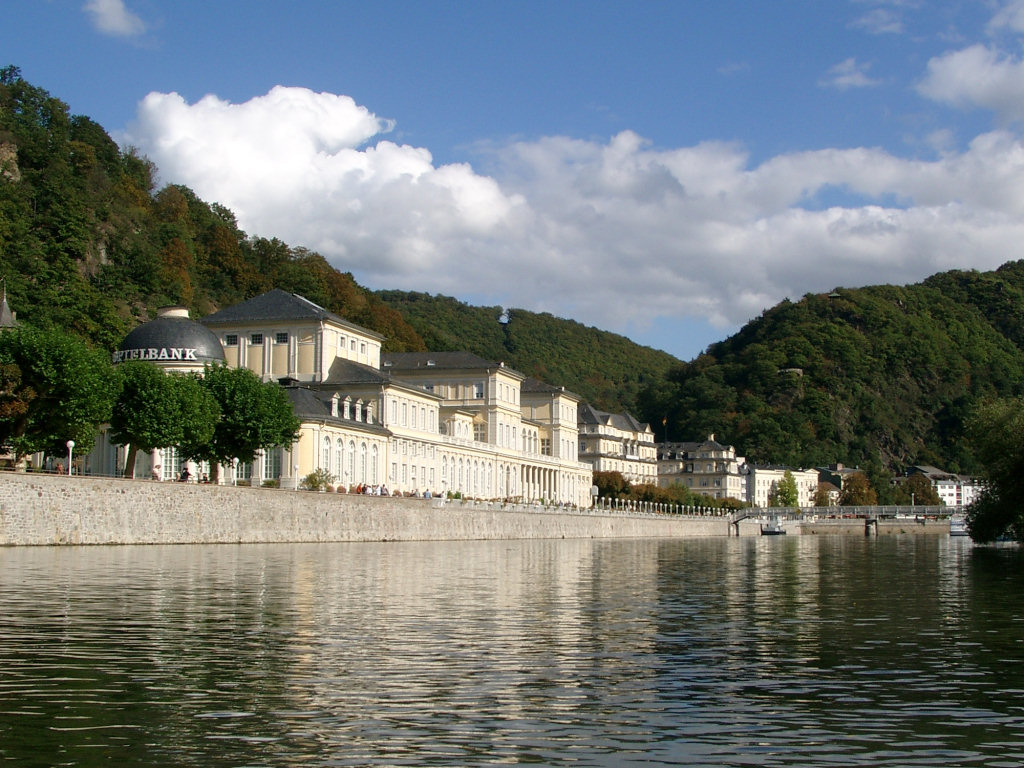
Bad Ems nhìn từ sông Lahn

Bad Ems (tiếng Đức: [baːt ɛms] ⓘ) là một thị trấn nằm ở bang Rheinland-Pfalz, Đức. Đây trung tâm hành chính của huyện Rhein-Lahn và được biết đến nhiều với spa ven sông Lahn. Bad Ems cũng là thủ phủ của Verbandsgemeinde Bad Ems-Nassau. Thị trấn có khoảng 9.000 cư dân.
Vào năm 2021, thị trấn trở thành một phần của Di sản thế giới được UNESCO công nhận với tên gọi "Các thị trấn Spa lớn của châu Âu" nhờ có suối nước nóng nổi tiếng và kiến trúc thế kỷ 18-20, minh chứng cho sự phổ biến của các khu nghỉ dưỡng spa ở châu Âu trong thời gian đó.

## Địa lý
Thị trấn nằm hai bên bên bờ sông Lahn, là ranh giới tự nhiên giữa Taunus và Westerwald, hai phần của dãy núi Rhenish Slate. Thị trấn và các khu ngoại vi nằm trong Khu bảo tồn thiên nhiên Nassau.

## Lịch sử
Trong thời La Mã, một toà lâu đài đã được xây ở Bad Ems như là một phần của Biên thành Thượng Germania-Rhaetia nhưng ngày nay dấu vết toà lâu đài không còn nhiều. Tuy nhiên, trong khu rừng xung quanh thị trấn, có những dấu vết rõ ràng của đường biên giới La Mã trước đây.
Thị trấn lần đầu tiên được đề cập trong các tài liệu chính thức vào năm 880 và chính thức trở thành một thị trấn vào năm 1324. Các lãnh địa bá tước Nassau và Katzenelnbogen đã xây dựng lại nhà tắm và sử dụng nó cùng với những du khách quý tộc khác. Vào thế kỷ 17 và 18, Bad Ems được coi là một trong những thị trấn suối tắm khoáng nổi tiếng nhất của Đức. Nó đạt đến thời kỳ hoàng kim vào thế kỷ 19 khi chào đón du khách từ khắp nơi trên thế giới và trở thành nơi ở vào mùa hè của nhiều quốc vương và nghệ sĩ châu Âu, bao gồm Hoàng đế Đức Wilhelm I, sa hoàng Nikolai I và Aleksandr II của Nga, Richard Wagner, Fyodor Dostoevsky và Vasili Vasilyevich Vereshchagin v.v..
Năm 1870, thị trấn, khi đó là một phần của tỉnh Phổ Hesse-Nassau được biết đến là nơi khởi nguồn của bản thông điệp Ems xúi giục Chiến tranh Pháp–Phổ nổ ra. Năm 1876, tại nhà Haus Vier Türme, Sắc lệnh Ems do sa hoàng Aleksandr II của Nga ký cấm sử dụng tiếng Ukraina. Ngày nay, một đài tưởng niệm tại đó đã được dựng lên nhằm tưởng nhớ sự kiện lịch sử này.
Trong thế kỷ 19 và 20, nhiều hoạt động khai thác quặng kim loại đã diễn ra trong thị trấn, tập trung vào chì , bạc , kẽm và đồng. Người La Mã trước đó cũng khai thác quặng lộ thiên, tiếp tục kéo dài suốt thời kỳ Trung Cổ. Nhiều vết lõm trên đồi Blöskopf là minh chứng cho giai đoạn lịch sử này. Theo thời gian, phương pháp này đã thay đổi từ khai thác lộ thiên sang khai thác hầm lò với đường hầm và trục. Việc khai thác hầm lò lần đầu tiên được đề cập đến trong một tài liệu có niên đại năm 1158, và nó tiếp tục kéo dài đến thế kỷ 18, mặc dù bị gián đoạn trong thời gian dài.

## Kinh tế
Kinh tế Bad Ems chủ yếu dựa vào các công ty liên quan đến du lịch nghỉ dưỡng, ngoài ra còn có ngành điện, y dược. Bad Ems nằm trên một cụm suối khoáng nóng. Những suối khoáng này chứa nhiều natri bicarbonat và có nhiệt độ từ 27 đến 57 độ C. Chúng bắt nguồn từ sự thẩm thấu của các mạch nước ngầm từ quá trình hình thành kỷ Devon Hạ Rhein. Muối tự nhiên ơ Ems được sản xuất từ những suối nước khoáng này, và nó cũng được bán trên thị trường cho mục đích uống và hít; Khi hít phải có máy xông hơi, có tác dụng chữa viêm họng.

## Thành phố kết nghĩa
- Droitwich Spa (Anh quốc)
- Cosne-Cours-sur-Loire (Pháp)
- Blankenfelde-Mahlow (Đức)

## Nhân vật đáng chú ý

### Sinh ra tại thị trấn

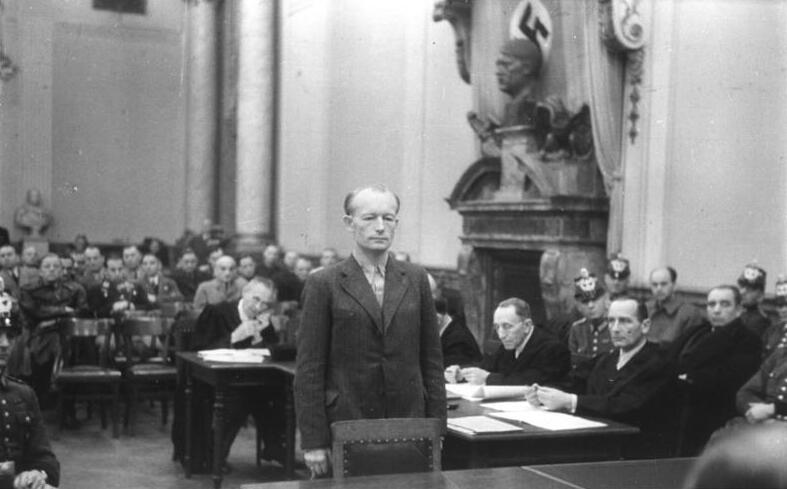
Adolf Reichwein in 1944 (Volksgerichtshof)

- 1888: Max Jacob, nghệ sĩ múa rối và là người sáng lập Hohnsteiner Puppenbühne
- 1898: Adolf Reichwein, nhà giáo dục, kinh tế và chính trị gia văn hóa người Đức, chiến sĩ kháng chiến trong Đệ tam Quốc xã; qua đời 1944

### Gắn liền với thị trấn

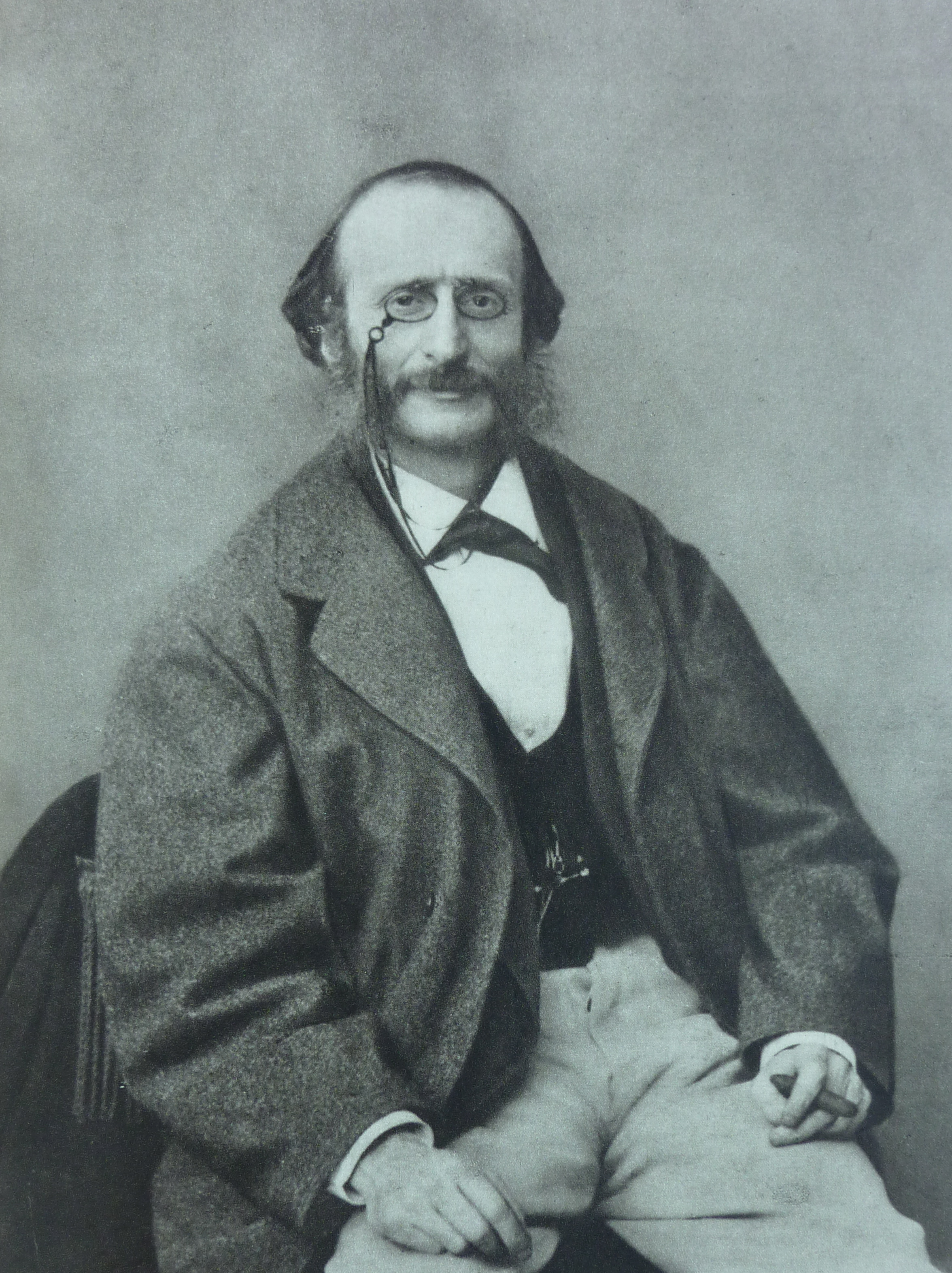
Jaques Offenbach

- 1811: Joseph Derenbourg, nhà phương đông học, qua đời 1895
- 1819: Jacques Offenbach, nhà soạn nhạc, lưu trú cuối cùng ở Bad Ems, nhiều bản opera được sáng tác tại đây, qua đời năm 1880.
- 1841: John Naish,  Đại Chưởng ấn Ireland, qua đời ở Bad Ems khi đang chữa bệnh vào năm 1890 và được chôn cất tại đây
- 1944: Botho Strauss, nhà văn và nhà viết kịch, sinh ra ở Naumburg, học trung học ở Bad Ems.
- 1952: Thomas C. Breuer, nhà văn và diễn viên hài, sinh ra ở Eisenach, học ở Bad Ems
- 1974: Josef Winkler, sinh ra ở Koblenz, cựu thành viên quốc hội (Alliance 90)